# Grepoljeskinn
Grepoljeskinn (Sistotrema sernanderi) är en svampart som först beskrevs av Viktor Litschauer, och fick sitt nu gällande namn av Donk 1956. Enligt Catalogue of Life ingår Grepoljeskinn i släktet Sistotrema,  och familjen Hydnaceae, men enligt Dyntaxa är tillhörigheten istället släktet Sistotrema,  och familjen Sistotremataceae. Arten är reproducerande i Sverige. Inga underarter finns listade i Catalogue of Life.